# St.-Agnes-Kapelle (Berlin-Konradshöhe)
Die St.-Agnes-Kapelle in der Eichelhäherstraße 19 Ecke Baummardersteig 2 des Berliner Ortsteils Konradshöhe (Bezirk Reinickendorf) wurde von Felix Halbach, obwohl er sich bereits dem Neuen Bauen verpflichtet fühlte, im Baustil des Expressionismus entworfen. Die Kapelle wurde unter den Schutz der heiligen Agnes von Rom gestellt.

## Geschichte

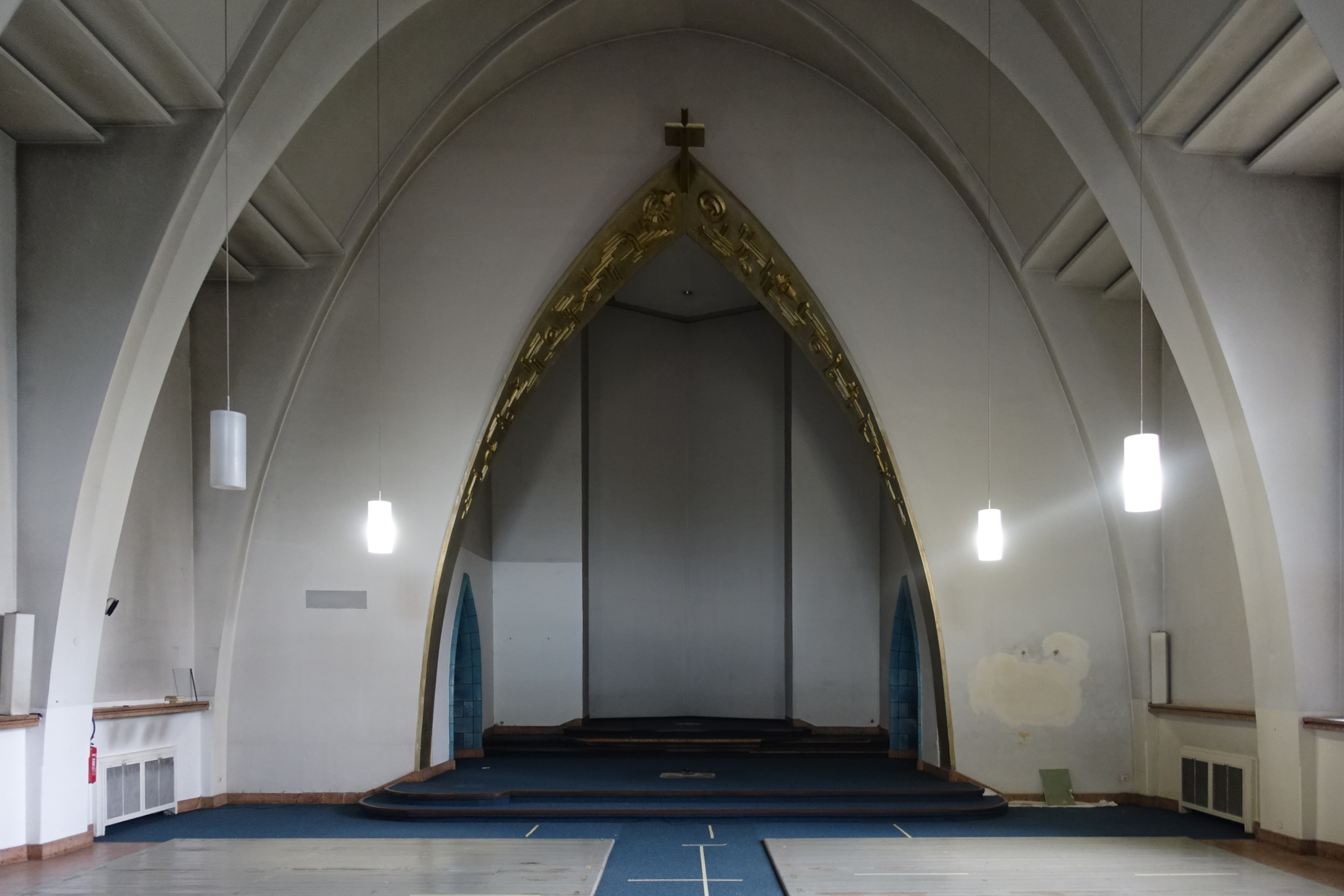
Apsis ohne Altar (2017 entwidmet)

Die neue Kapelle des Fürsorgeheims für gefährdete Mädchen, das von den Hiltruper Missionsschwestern betrieben wurde, entstand, nachdem die alte Kapelle zu klein geworden war. Sie ist in dem Gebäudekomplex des Heimes integriert. Am 1. März 1929 wurde der Grundstein gelegt, am 19. November 1929 die Kapelle von Bischof Christian Schreiber benediziert. Hier versammelten sich in dem von Ordensschwestern geleiteten Kinderheim jahrzehntelang auch die Katholiken aus Konradshöhe und Tegelort zum Sonntagsgottesdienst. Die Ordensschwestern verließen Konradshöhe bereits 1993. Das Kinderheim befindet sich seitdem in Trägerschaft des Sozialdienstes Katholischer Frauen. Der Ortsteil gehörte immer zur Pfarrei Herz-Jesu-Kirche in Tegel und war kirchenrechtlich nie selbstständig. Die alleinige Nutzung als gottesdienstlicher Raum wurde für den Träger des Kinderheims Haus Conradshöhe finanziell zu aufwendig. Das Erzbistum hat dem Antrag auf Profanierung der Kapelle zugestimmt. Am 17. Januar 2017 wurde zum letzten Mal die Heilige Messe gefeiert und danach das Ewige Licht gelöscht.
Über die weitere Verwendung des Raumes entscheidet das Haus Conradshöhe.

## Baubeschreibung
Die Saalkirche mit fünf Jochen ist ein flachgedeckter, zum großen Teil außen verklinkerter Mauerwerksbau, dessen ineinandergeschobenen großformatigen Bauteile sich in der Formensprache des Expressionismus vom Neuen Bauen stark abheben. Der Chor ist eingezogen, die Altarnische dreieckig. Sie sind gestaffelt turmartig überbaut und waren ursprünglich durch ein vier Meter hohes eisernes Kreuz gekrönt. Zwei keramische Statuen, deren eine Christus, die andere Maria darstellt, schmücken die ansonsten kahle Wand.
Der Innenraum hat ein spitzbogiges Tonnengewölbe mit Gurtbögen, die am Fußboden ansetzen. Ein Kontrast ergibt sich zwischen den Gurtbögen und den rechteckigen Abstufungen der Gewölbeflächen.
Bis zur Umgestaltung durch Werner Klinski und Paul Brandenburg im Jahr 1980 war das innere Erscheinungsbild von großer Homogenität und Originalität. Die Strukturornamente des ehemaligen Hochaltars waren im Stil des Art déco. Über dem Kirchenschiff befand sich ein heute geschlossenes Oberlicht mit geometrischer, blaurot-brauner Verglasung, passend zu den rotbraunen Keramikfliesen des Fußbodens. Die 1929 von Döttmann geschaffene Kreuzigungsgruppe des Hochaltares wurde bei der Umgestaltung unter die Empore gestellt. Bis zur Profanierung blieb der Tabernakel aus der Erbauungszeit erhalten.